# Acinaca lurida
Acinaca lurida är en insektsart som beskrevs av Ball och Hartzell 1922. Acinaca lurida ingår i släktet Acinaca och familjen Dictyopharidae. Inga underarter finns listade i Catalogue of Life.